# Casamba
Casamba là một chi bướm đêm thuộc họ Noctuidae.